# Суперкубок Бахрейну з футболу 2021
Суперкубок Бахрейну з футболу 2021  — 11-й розіграш турніру. Матч відбувся 6 листопада 2021 року між чемпіоном Бахрейну і володарем кубка Короля Бахрейну клубом Аль-Ріффа та віце-чемпіоном Бахрейну клубом Іст Ріффа.
| Володар Суперкубка Бахрейну 2021 |
| -------------------------------- |
|                                  |
| Аль-Ріффа Другий титул           |

## Матч

### Деталі
| 6 листопада 2021 17:00 (EEST) |

| Аль-Ріффа | 1:1 пен. 4:3 | Іст Ріффа |
| --------- | ------------ | --------- |
| 90+6'     |              | 33'       |

| Халіфа Спортс Сіті Стедіум, Мадінат-Іса Арбітр: Мохаммад Бонфур Джума |